# Rezerwat przyrody Łokieć
Rezerwat przyrody „Łokieć” – leśny rezerwat przyrody położony na terenie gminy Zbójna w województwie podlaskim.
- Powierzchnia według aktu powołującego: 139,50 ha (obecnie podawana wartość – 139,76 ha[1])
- Rok powstania: 1989
- Rodzaj rezerwatu: leśny
- Przedmiot ochrony: torfowiska niskie i wysokie wraz z otaczającymi naturalnymi skupiskami leśnymi, charakterystycznymi dla Puszczy Zielonej.